# Harmful to Minors
 (octobre 2016).
Améliorez-le ou discutez des points à vérifier. 
Harmful to Minors: The Perils of Protecting Children From Sex [Nocif pour les mineurs : Les périls de protéger les enfants de sexe] est un livre écrit par la journaliste américaine Judith Levine. « Il est devenu célèbre » après avoir remporté en 2002 le prix Los Angeles Times Book Award d'actualité.
Harmful to Minors est un essai dans lequel Levine appelle à la reconnaissance des mineurs en tant qu'êtres sexués et à la libéralisation des lois sur la majorité sexuelle aux États-Unis. Elle défend également l'accès des mineurs à l'avortement. L'auteur soutient que la société exagère le risque de la pédophilie et que les adolescents ne peuvent pas exercer leur sexualité pleinement et en toute sécurité. Elle dénonce également que l'information sur la sexualité que les jeunes reçoivent est faible dans de nombreux pays, critique l'éducation sexuelle basée sur l'abstinence, qu'elle considère comme contre-productive et dangereuse, et examine les craintes utilisées pour justifier la censure.
Dans son étude, couvrant deux siècles de sexualité aux États-Unis, Levine aborde les changements culturels et politiques sur le sexe dans ce pays. Elle examine les travaux des psychologues, pédiatres, avocats, psychiatres et d'autres chercheurs et conclut que le nombre de pédophiles pathologiques est autour de 1 %. Cet élément statistique l'amène à conclure que la peur de la pédophilie dans nos sociétés contient une large part d'exagération et d'irrationalité, et qu'il convient avant tout de ne pas entraver le développement de la sexualité chez les adolescents, en favorisant notamment l'éducation sexuelle,. La plupart des recherches, qui comprenait des entrevues avec adolescents et adultes, a été menée entre 1996 et début 2000 et les statistiques ont été mises à jour en 2001[source insuffisante].
Le préface a été écrite par l'ancien Surgeon General des États-Unis, Joycelyn Elders, qui a démissionné de son poste après avoir proposé d'encourager la masturbation comme un moyen d'empêcher les jeunes de tomber dans des pratiques sexuelles risquées.
En raison du contenu de son livre, et compte tenu de la controverse qu'il a provoquée, Judith Levine a eu beaucoup de difficultés à trouver un éditeur. L'Université du Minnesota a finalement accepté de publier le livre, malgré l'indignation de la droite politique dans le Minnesota. Une fois publié, le travail a provoqué des réactions de colère dans les milieux conservateurs aux États-Unis. Pour la thèse défendue dans ce livre, Judith Levine a été accusé de justifier la pédophilie et encourager la promiscuité sexuelle chez les jeunes. Certains ont même demandé que le livre soit retiré des bibliothèques. Judith Levine s'est défendue de toute apologie de la pédophilie, déclarant que nulle personne saine d'esprit ne pourrait encourager la pédophilie.
Dans son analyse, la sexologue Deborah Roffman reconnait l'importance de l'apport de Levine car son livre appelle à une révision de l'éducation sexuelle, dans un contexte où la culture populaire glorifie le sexe à chaque occasion, sexualise les enfants de plus en plus tôt et crée des relations et des stéréotypes de genre malsains. Toutefois, Roffman considère que l'un des problèmes que représente ce livre est que tout en dénonçant le dogmatisme qui considère que le sexe est intrinsèquement mauvais, Levine se livre au même dogmatisme en le considérant comme intrinsèquement bon. De plus, pour Rofmann, qui établit une distinction entre « connaissance » et « action », l'appel de Levine est inadéquat, en raison de la trop grande permissivité, voire de la démission, prônée dans son livre.